# Уикенд (певец)
Ейбъл Макко́нен Те́сфайе (на английски: Abel Makkonen Tesfaye), познат като  Дъ Уикенд, е канадски певец, автор и продуцент на песни.
В края на 2010 година Тесфайе анонимно качва няколко свои песни под псевдонима „Дъ Уикенд“ в Youtube. През 2011 г. той пуска трилогията House of Balloons, Thursday и Echoes of Silence. Още тогава е номиниран за канадските музикални награди Polaris. Същата година разпространява и компилацията „Trilogy“, която съдържа усъвършенстваните варианти на трите микстейпа, както и три допълнителни песни. Зад проекта застава лейбълът на Дъ Уикенд – XO и Republic Records.
Ейбъл първоначално прави  музика под различни псевдоними като The Noise, Kin Kane и др., но до ден днешен тези песни не са издадени.
Когато идва идеята за известен на всички псевдоним „Дъ Уикенд“ (The Weeknd), вече е имало група с името The Weekend, за това той става The Weeknd без едно е накрая. 
Името на фендъма му именно „XO“ се бърка със съкращението „xoxo“, което означава „прегъдки и целувки“, а в този случай, това съкращение е от неговата предишна зависимост от екстаси и оксикодон.
През 2013 г. Дъ Уикенд издава първия си студиен албум, Kissland, който включва песните „Kiss Land“ и „Live For“. Вторият му албум се нарича „Beauty behind the Madness“, като три песни от него – „Earned It“, „The Hills“ и „Can't Feel My Face“ заемат първите три места в класацията на Billboard Hot R&B Songs. Това го превръща в първия изпълнител в историята на класацията, който оглавява челните три позиции. Дъ Уикенд е спечелил три награди Грами и е номиниран за Оскар. През септември 2016 г. обявява и издаването на третия си албум, който е озаглавен „Starboy“, като част от албума са песните „Starboy“, „False Alarm“, „Party Monster“, „I feel it coming“ и др., като включва и доста колаборации. През март 2018 г. излиза първото му EP, наречено „My Dear Melancholy“, като дебютира под номер 1 в класацията на Billboard. А сингълът „Call Out My Name“ дебютира под номер 2 в същата класация за песни.

## Произход и юношески години
Ейбъл Тесфайе  е роден на 16 февруари 1990 в Торонто, Канада. Майка му и баща му са Макконън и Самра Тесфайе, които са етиопски имигранти пристигнали в Канада през 1980 г.  Той е единствено дете.
В ранните си години майка му е работила на няколко места, за да храни семейството и е посещавала вечерно училище. Баща му изоставя семейството, след което баба му го отглежда и се грижи за него. Именно от баба си той е научил перфектен амхарски – майчиният му език.
Расте вдъхновен от соул музиката, хип-хопа, фънка, инди рока и куайът сторм-a. На 11 години започва да пуши, а по-късно преминава и на твърди наркотици.
Ейбъл приема псевдонима The Weeknd след като напуска училище на 17 години и бяга от вкъщи заедно със свой приятел. В Торонто Ейбъл среща продуцента Джеръми Роуз, който създава идеята за проект в жанра на dark RnB музиката.

## Кариера

### 2010 – 2011: Начало на кариерата
Продуцентът Роуз пуска един от инструменталите си на Тесфайе. Ейбъл прави фрийстайл – импровизация на прима виста, с която печели битката и се захваща с проекта на Роуз. Продуцирани са три песни: „What You Need“, „Loft Music“и „The Morning“ и няколко парчета, на които Ейбъл рапира и които буквално са „бракувани“.
През декември 2010 година Тесфайе публикува песните си и се превръща в зараза, която се разпространява със скоростта на светлината в музикални блогове, социални мрежи и музикални платформи. Песните му привличат вниманието на Дрейк, Future, Jhene Aiko, Джей Зи, Juicy J и други ветерани в черната музика. Ейбъл попада на страниците на The New York Times и Pitchfork Media, а феновете му са обсебени.

### 2012 – 2014 Trilogy и Kiss Land
От 2012 до 2014 година известността на Ейбъл Тесфайе буквално тресе музикалния бранш. Следват поредица съвместни колаборации, турнета и участие на елитния фестивал Coachella през април 2012 година. Двете му появи на сцената получават високата оценка на музикалните критици в списанието Ролинг Стоун. Следват участия в Испания, Португалия и Англия, както и концерти в Брюксел и Париж. На дебюта си на лондонската сцена Дъ Уикенд взривява публиката с кавъра си на „Dirty Diana“ на Майкъл Джаксън. През юни музикалните медии отбелязват, че албумът на Ейбъл е свален над 8 милиона пъти месеци преди да бъде представен официално.
Красивият Ейбъл спира дъха на арт бранша заради емоционалната наситеност в текстовете и музиката му. Той се появява в саундтрака на „Игри на глада“ с „Devil May Cry“ и „Elastic heart“, където е в дует със Сиа. През февруари 2014 година Дъ Уикенд прави ремикс на култовия сингъл на Бионсе „Drunk in Love“. Кавърът надминава дори оригинала според критиците. Той представя мъжката интерпретация на хита.
Кулминацията в досегашната кариера на Ейбъл е „Earned It“ от саундтрака на „50 нюанса сиво“, която се появи на трето място в Billboard Hot 100.

### 2015:Beauty behind the Madness
На 27 май The Weeknd пуска официалното видео към песента си „The Hills“. Песента влиза дебютно на 20-о място в Billboard Top 100, като е обявена за „Hot Spot“ на седмицата.  По-късно се спуска до номер 12 в класацията. В допълнение с „The Hills“ Уикенд пуска следващите три сингъла. На 8 юни „Can`t Feel My Face“ се изстрелва директно на 24-то място в Billboard Hot 100 и само за седмица достига челната тройка.
25 юли е съдбовен ден за Уикенд. Той заема първите три позиции в класацията на Billboard`s Hot R&B Song – с „Can`t Feel My Face“ на първа, „The Hills“ – на втора и на трета позиция – „Earned It“. Това го превръща в първия изпълнител в историята на класацията, който оглавява челните три позиции.

### 2016: „Starboy“
В началото на 2016 г. Уикенд участва в песента „FML“ на Кание Уест и се появява в песента на Бионсе „6 Inch“ от албума ѝ Lemonade. През август съобщава, че работи заедно с Дафт Пънк.
На 21 септември 2016 г. Уикенд обявява заглавието на третия си студиен албум Starboy .
На 1 октомври 2016 г. Уикенд е музикален гост на Saturday Night Live, където изпълнява „Starboy“ и „False Alarm“, две от песните от новия си албум.
На 17 ноември Уикенд обявява два нови сингъла от Starboy, озаглавени „Party Monster“ и „I Feel It Coming“ с Дафт Пънк.
На 23 ноември 2016 г. е качено видео от профила на Уикенд в YouTube, озаглавено „M A N I А“. Видеото е дълго 12 минути и показва няколко нови музикални клипа, които ще се появят в албума Starboy. В рамките на 24 часа от пускането на албума той е номер едно в над 80 страни.
Албумът е с общо 18 песни като в него участват Дафт Пънк, Лана Дел Рей, Future и Кендрик Ламар.
| 1  | ExplicitStarboy (с участието на Daft Punk)       |
| 2  | ExplicitParty Monster                            |
| 3  | False Alarm                                      |
| 4  | ExplicitReminder                                 |
| 5  | ExplicitRockin’                                  |
| 6  | ExplicitSecrets                                  |
| 7  | True Colors                                      |
| 8  | Stargirl Interlude (с участието на Lana Del Rey) |
| 9  | Sidewalks (с участието на Kendrick Lamar)        |
| 10 | Six Feet Under                                   |
| 11 | Love To Lay                                      |
| 12 | A Lonely Night                                   |
| 13 | Attention                                        |
| 14 | Ordinary Life                                    |
| 15 | Nothing Without You                              |
| 16 | All I Know (с участието на Future)               |
| 17 | Die For You                                      |
| 18 | I Feel It Coming (с участието на Daft Punk)      |

### 2020:After Hours
На 27 ноември 2019 г. Дъ Уикенд пуска главния трак на After Hours, „Heartless“, като след това се издава и клип с песента.
На 21 sнуари 2020 г. излиза клип към световноизвестната песен „Blinding lights“, като също така е и колаборация с Мерцедес. Тази песен и до ден днешен остава в Billboard класациите, заедно и с новите му издания. 
Самият албум After Hours съдържа 18 песни, като „Alone Again“, „Faith“, „Scared to Live“ и много други. 

### 2022:DAWN FM
На 3 януари 2022 г. излиза официален трейлър на албума, като при официалното му издаване, песните са представени с клипове с текстовете им. 
DAWN FM е със специалното участие на Джим Кери, като последния трак на албума има включен монолог на име „Phantom Regret by Jim“.
Самият албум има зловещо усещане, както са представени и самите песни според клиповете им. 
През 2023 г. Ейбъл дебютира като актьор в сериала Идолът (The Idol) на HBO Max, в ролята на Тедрос. Сериалът набира популярност много бързо, като получава доста негативни, но така и позитивни мнения от аудиторията. 
Премиерата на сериала се случва на фестивала в Кан, като получава 5 минути аплодиране.
„Идолът“ излиза през 4 юни 2023, като се състои от 5 епизода. След това HBO спира издаването на 2-ри сезон, поради негативните отзиви са сериала. 
С „Идолът“ излизат и песни към сериала като „False Idols“, „A Lesser Man“, „One of the girls“ с Лили Роуз Деп и Джени от Blackpink, „Like a God“ и „Popular“ с участието на Мадона и Playboi Carti. 

### 2025:HURRY UP TOMMOROW
На 8ми септември 2024 се състои концерта му в Сао Паоло, Бразилия  като биват представени 11 от потенциалните песни които ще бъдат част от дългоочаквания му албум „Hurry up tommorow“ или преведено на български „Да побърза утрешния ден“. Доколкото е известно за сега, потенциалния албум на световната звезда повдига темата за важността на психиката на човек, но това е една от теориите. От друга страна става ясно, че Ейбъл слага край на ерата си като Дъ Уикенд, както беше споделил в интервю с Billboard.
На 13 септември 2024 г. бива издаван първия клип към една от представените песни на концерта му в Сао Паоло - „Dancing in the flames“. 
На 31 Януари 2025г. излиза албума който се състои от 22 песни включващи "Timeless" с Playboi Carti, "Sao Paulo", "Cry For Me" и други. 
Вдъхновението за албума е филмът "Hurry Up Tommorow" който се очаква да бъде на големите екрани на 16 май 2025. Друго събитие зад вдъхновението на албума е когато той губи гласа си на един от концертите към турнето му "After Hours Till Dawn". Това остава дълбок и болезнен белег в кариерата на изпълнителя като той самия споделя в интервю с Variety.  

## Стил, имидж и артистичност
Специфична прическа на Уикенд e отчасти вдъхновена от Jean-Michel Basquiat и е неговата най-ярка и запомняща се черта. Ейбъл започва да пуска косата си около 2011 година, защото иска да бъде запомнен като различен и защото стандартното е твърде обикновено и скучно за него. Въпреки това през септември 2016 година Уикенд реже косата си с обяснението, че това е внимателно обмислено решение, тъй като се е налагало да смени и имиджа си, за да пасва на новия му албум Starboy.
В социалните мрежи като Twitter например, в края на името му Уикенд е добавен и „XO“.
Песните на Уикенд са изградени върху „мъглата, неяснотата и обърканите емоции, алкохолът, разбитото сърце и токсичността в една връзка“. Той залага на бавното темпо, тътнещия бас и безнадеждното ехо. Ейбъл пее фалцет – най-високият регистър на мъжкия глас, който е съпроводен от особен маниер на пеене. Това превръща интонацията му в особено подходяща за класически изпълнения. Фалцетът е използван и от Майкъл Джексън. Критиците определят пеенето му като „нетърпеливо и молещо“. J. D Considine го определя като „разтреперващо качество“, подобно на Краля на Попа, но самият Уикенд твърди, че се опитва да избяга от влиянието на Джексън като залага на ориенталските, арабски орнаменти. Музиката му включва неконвеницонални за арендби образци, като елементи от алтернативния рок и пънка. Марк Хоугън от Spin казва, че Ейбъл Тесфайе черпи от преминалите теста на времето рок критици и ги обединява с иновационния си начин на пеене.
Емоционалните и опростени текстове имат за цел да изразят емоциите на модерните за времето „афтърпарти“ настроения, когато вследствие на наситените преживявания е възможно изпадането в депресивни, меланхолични състояния. Хърмаяни Хоби от Гардиън характеризира пресните на The Weeknd като „наркотизиращи slow jams, чието послание е: „купоните са екзистенциален опит, сексът е изпълнен с отчуждение, а всичко останало е нереално и обезпокоително“.
Колегата на Хоби от Гардиън Пол Макинес свързва Уикенд с новопоявилата се вълна от чувствено и плавно арендби звучене. Той пише, че Ейбъл е бъдещето на арендби музиката, защото е черен изпълнител, който прави количествено канонично арендби, и смята, че музиката на Ейбъл е „музиката след края на партито, когато идва махмурлукът“. Разбира се не бива да подценяваме и критиката, отправена от Ануа Мистри от Торонто Стандарт. Тя е категорична, че в клиповете на Ейбъл се наблюдават предимно „надрусани зомбирани жени, чиято най-желана част са краката, и при които мъжете отиват само след парти – когато се чувстват изоставени и уязвими“. Уикенд храни критиците и с вулгарните си и доста обикновени текстове, които обаче са изпълнени по толкова елегантен и секси начин, че повечето музиканти откриват в тях посвещение за Ар Кели и Принс.

## Личен живот
Уикенд започва да се среща с Бела Хадид в началото на 2015 г., като двамата са видени заедно за първи път през април на фестивала Coachella. Хадид участва във видеото към песента „In the Night“. Двамата се появяват като двойка на червения килим за Грами през февруари 2016 г. На 11 ноември 2016 г. е съобщено, че двойката се е разделила като двамата казват, че все още са влюбени, но графиците им са твърде различни и това се отразява на връзката им. Има слухове, че реалната причина за раздялата е изневяра от страна на Тефайе, но това не се потвърждава.
От началото на 2017 г. става ясно, че Ейбъл излиза с младата певица и актриса Селена Гомес, но отношенията им прекъсват през ноември с. г. След раздялата с Гомес музикантът успява да възстанови отношенията си с Бела Хадид и от май 2018 г. Ейбъл и Бела отново са заедно. През август 2019 г. двойката се разделя вследствие напрегнатите им графици, но през лятото на 2020 г. пак се събира.
Тесфайе е близък приятел с канадския рапър Belly и американската певица и автор на песни Лана Дел Рей.
Уикенд е фен на хитовия сериал на HBO Игра на тронове.

## Благотворителност
През 2014 година получава наградата Бикила на Award Professional Excellence, след което решава да дари $50 000 за класа по „Класическия език на Етиопия“ към университета в Торонто. През 2015 г. съвместно с фондацията на Раян Сикрест посещава детската болница в Атланта. През 2016 г. дарява $250 000 за Black Lives Matter – международно активистко движение насочено срещу насилието и расизма към чернокожите. През 2023 г. Ейбъл решава да дари $2,500 000 от хуманитарния си фонд за спешна нужда от храна за жителите на Газа.

## Награди
Уикенд е спечелил девет награди Грами, осем Billboard Music Awards, девет Juno Awards и има една номинация за Оскар.

## Дискография
- Trilogy (2011)
- Kiss Land (2013)
- Beauty Behind the Madness (2015)
- Starboy (2016)
- My Dear Melancholy (2018)
- After Hours (2020)
- Dawn FM (2022)
- Hurry Up Tommorow (2025)

## Турнета и Концерти
Headlining
- The Weeknd International Tour (Spring 2012)[37]
- The Weeknd Fall Tour (2012)[38]
- The Weeknd Kiss Land Fall Tour (2013)[39]
- King of the Fall (2014)[40]
- The Madness Fall Tour (2015)[41]
- Starboy: Legend of the Fall Tour (2017)[42]
- After Hours Till Dawn (2022)

Supporting
- Ceremonials Tour (with Florence and the Machine) (2012)[43]
- The 20/20 Experience World Tour (with Justin Timberlake) (2013)[44]
- Would You Like a Tour? (with Drake) (2014) [45]